# Panque
Panque é uma freguesia portuguesa do município de Barcelos, com 6,29 km² de área e 631 habitantes (censo de 2021). A sua densidade populacional é 100,3 hab./km².

## Demografia
Nota: No censo de 1878 e 1911 a 1940 tinha anexada a freguesia de Mondim.
A população registada nos censos foi:
| Distribuição da População por Grupos Etários | Distribuição da População por Grupos Etários | Distribuição da População por Grupos Etários | Distribuição da População por Grupos Etários | Distribuição da População por Grupos Etários |
| -------------------------------------------- | -------------------------------------------- | -------------------------------------------- | -------------------------------------------- | -------------------------------------------- |
| Ano                                          | 0-14 Anos                                    | 15-24 Anos                                   | 25-64 Anos                                   | > 65 Anos                                    |
| 2001                                         | 148                                          | 132                                          | 349                                          | 121                                          |
| 2011                                         | 107                                          | 87                                           | 387                                          | 99                                           |
| 2021                                         | 77                                           | 68                                           | 361                                          | 125                                          |

## História
A freguesia de Panque é também conhecida por Panque e Mondim, anteriormente; São Martinho de Mondim e Panque, dado a antiga freguesia de Mondim ter sido anexada à freguesia de Panque e a antiga Igreja paroquial de Mondim, hoje capela de São Martinho de Mondim ser antigamente mais importante do que a Igreja paroquial de Santa Eulália de Panque.